# Rose Cleveland
Rose Cleveland (n. 13 iunie 1846 - d. 22 noiembrie 1918) a fost sora lui Grover Cleveland, Președinte al Statelor Unite ale Americii. A fost Prima Doamnă a Statelor Unite ale Americii între 1885 și 1886.